# Trucks : Les Camions de l'enfer
Pour plus de détails, voir Fiche technique et Distribution.
Trucks : Les Camions de l'enfer (Trucks) est un téléfilm canadien réalisé en 1997 par Chris Thomson, adapté de la nouvelle Poids lourds de Stephen King. C'est aussi le remake de Maximum Overdrive.

## Synopsis
Depuis quelque temps, dans une région reculée des États-Unis, un convoi de camions semblent s'être doté d'une conscience qui leur est propre et n'ont plus besoin de conducteur pour les faire manœuvrer. Plusieurs habitants du coin, dont un mécanicien, son fils et quelques touristes piégés sur place, vont devoir trouver un moyen de vaincre cette mystérieuse force obscure pour réussir à s'en échapper.

## Fiche technique
- Titre original : Trucks
- Titre français : Trucks : Les Camions de l'enfer
- Réalisateur : Chris Thomson
- Scénario : Brian Taggert, d'après la nouvelle Poids lourds de Stephen King
- Musique : Michael Richard Plowman
- Photographie : Robert Draper
- Montage : Lara Mazur
- Casting : Ellen Meyer
- Année de production : 1997
- Durée : 95 minutes
- Genre : horreur, fantastique
- Dates de premières diffusions :
  -  Canada : 29 octobre 1997
  -  France : 15 avril 2004 sur M6
- Interdit aux moins de 12 ans lors de sa diffusion en France.

## Distribution
- Timothy Busfield : Ray Porter
- Brenda Bakke : Hope Gladstone
- Aidan Devine : Bob
- Roman Podhora : Thad Timmy
- Jay Brazeau : Jack
- Brendan Fletcher : Logan Porter
- Amy Stewart : Abby Timmy
- Victor Cowie : George
- Sharon Bajer : June Yeager
- Jonathan Barrett : Brad Yeager

## Accueil critique
Cédric Delelée, de Mad Movies évoque un téléfilm qui « devient vite ennuyeux, pas aidé par une réalisation pépère et un casting en panne d'essence ». Pour L'Écran fantastique, malgré « quelques séquences bien troussées » et un « retournement de situation final plutôt bien vu », le téléfilm « souffre de situations répétitives, de personnages caricaturaux et de dialogues assez ineptes ».